# Taichung Blue Whale Football Club
Maillots
Le Taichung Blue Whale est un club féminin de football taïwanais fondé en 2014 et basé à Taichung.

## Histoire
Le club remporte son premier titre de champion de Taiwan en 2017, en battant le Taipei PlayOne en finale (1-0, 2-0), puis deux autres titres d'affilée en 2018 et 2019, avant de voir sa série stoppée en 2020 par Hualien City. Le Blue Whale récupère son titre de champion la saison suivante, en devançant Hualien. En 2022, l'équipe représente donc Taïwan au Championnat des clubs de l'AFC.

## Palmarès
- Championnat de Taïwan (4) :
  - Champion en 2017, 2018, 2019 et 2021
  - Deuxième en 2015 et 2020[6]

- Championnat féminin des clubs de l'AFC :
  - Vice-champion : 2022 (Est)